# Ein-Prozent-Regel (Internet)

Grafische Veranschaulichung der klassischen Ein-Prozent-Regel in Form der 90-9-1 %-Regel

Unter der Ein-Prozent-Regel (auch: Einprozentregel, selten: 1-%-Regel) versteht man in der Netzkultur die Faustregel, wonach die große Mehrheit der Benutzer von Online-Communitys keine eigenen Inhalte beiträgt, sondern nur still mitliest. Von dem englischen Begriff to lurk (herumlauern, lauschen) ist demnach die Bezeichnung Lurker abgeleitet. Zugespitzt formuliert, geht man in Wikis, Webforen und sozialen Netzwerken von nur etwa einem Prozent aktiv Beitragender aus. Einer Variante des Prinzips zufolge gibt es ein Prozent Autoren, neun bzw. zehn Prozent, die beispielsweise Kommentare posten oder die Beiträge anderer bearbeiten, und 89 oder 90 Prozent stille Mitleser. In Anlehnung an ein Modell aus der Wirtschaftswissenschaft handelt es sich um eine spezielle Ausprägung des Paretoprinzips, einer 80:20-Regel, die besagt, dass 80 Prozent des Erfolgs eines Projekts auf 20 Prozent der dazu eingesetzten Mittel zurückgehen. Die Ein-Prozent-Regel wird mittlerweile zur Beschreibung der Nutzung sozialer Netzwerke bestritten.

## Geschichte
Die Ein-Prozent-Regel wurde schon früh formuliert und bezieht sich auf die Teilnahme am Internet überhaupt, also auch schon vor dem Web 2.0. Die früheste Beschreibung von Ungleichheit bei der Beteiligung an Online-Communitys stammt aus den 1990er Jahren. Der IT-Berater Jakob Nielsen hatte den Begriff der Participation inequality nach eigenen Angaben von Will Hill übernommen. Er beschrieb damit die Heterogenität der Beteiligung im Web, das er sich weniger wie eine Community und mehr wie eine „riesige unpersönliche Stadt“ vorstellte. Nielsen griff das Konzept erneut 2006 zur Beschreibung des Web 2.0 auf, als er die 90-9-1-Regel in der Form, in der sie auch heute noch bekannt ist, prägte: „Die meisten Benutzer beteiligen sich nicht sehr viel. Meistens lauern sie nur im Hintergrund herum. Demgegenüber stammt eine unverhältnismäßig große Menge an Inhalt und anderer Aktivität von einer winzig kleinen Minderheit aller Benutzer.“ Nielsen veranschaulichte seinen Befund in Gestalt einer Pyramide, bei der die passiven Nutzer die Basis bilden, während die aktiven an der Spitze stehen.

## Rezeption
Beachtung gefunden hat vor allem ein Beitrag, den Charles Arthur ebenfalls 2006, aber ohne Bezugnahme auf Nielsen, im britischen Guardian veröffentlicht hatte. Zur Untermauerung der Ein-Prozent-Regel griff er darin auf die Erfahrungswerte aus den zu dieser Zeit boomenden Web-2.0-Plattformen zurück. Beispielsweise führt er an, dass in Wikipedia die Hälfte aller Artikel von nur 0,7 % aller Autoren geschrieben würden, und mehr als 70 % aller Artikel stammten von 1,8 % aller Autoren. Auf YouTube hätten seinerzeit 100 Millionen abgerufenen Videos nur 65.000 hochgeladene Videos gegenübergestanden. Nur 0,5 % der Nutzer trügen dort Inhalte bei.
Auch Medientheoretiker haben die Ein-Prozent-Regel aufgegriffen, zumeist unkritisch. Nicholas Carr zitierte 2006 eine Statistik, der zufolge auf der Plattform Digg 55 % aller Beiträge von den hundert aktivsten Benutzern stammten, während die zehn aktivsten unter ihnen sogar 30 % der Geschichten beisteuerten, die auf der Startseite platziert werden. Geert Lovink stellte noch 2008 lapidar fest, ein Grund für diese Ungleichheit bei der Beteiligung sei nicht bekannt.

## Empirische Befunde

Neu angelegte Artikel in der englischsprachigen Wikipedia und Autorenaktivität (2014)

In neuerer Zeit gibt es widersprüchliche empirische Befunde zur Gültigkeit der Ein-Prozent-Regel.
Die ARD/ZDF-Onlinestudie untersucht seit 1997 die Nutzung von Online-Angeboten und hatte noch im Jahr 2011 getitelt: „Web 2.0: Aktive Mitwirkung verbleibt auf niedrigem Niveau“. Damals lag der Schwerpunkt auf der „One-to-many“-Kommunikation, wie sie für Blogs und Wikis typisch ist; sie wurde den sozialen Netzwerken gegenübergestellt. Die „Möglichkeit, aktiv Beiträge zu verfassen und ins Internet zu stellen“ fanden seinerzeit 47 Prozent aller Nutzer „gar nicht interessant“; der Wert hatte sich seit 2006 nicht wesentlich verändert. Nur 11 Prozent aller Nutzer von Blogs betrieben damals auch aktuell ein eigenes Blog, fast ein Drittel waren ehemalige Blogger. Und nur ein Prozent der Nutzer habe schon einmal „etwas eingestellt/verfasst“ auf Wikipedia.
Zwei Jahre später im Jahr 2013 wurde das Studiendesign geändert. Die Untersuchung konzentrierte sich nun auf den Gebrauch sozialer Netzwerke und kam zu dem Ergebnis, dass von allen Internetnutzern in Deutschland 43 Prozent angaben, täglich sich mit dem „Schreiben von Beiträgen auf Profilen/Verschicken persönlicher Nachrichten/chatten“ zu beschäftigen. 76 Prozent gaben an, dies mindestens wöchentlich zu tun, 84 Prozent mindestens monatlich. Nur 11 Prozent täten dies „seltener“ und nur 5 Prozent nie.
Auch die BBC hatte 2012 einen höheren Anteil aktiver Online-Nutzer unter den Briten ermittelt und kam langfristig gesehen zu dem Ergebnis, dass die Ein-Prozent-Regel jedenfalls heute nicht mehr gelte. Der Anteil derjenigen, die sich aktiv online beteiligen, liege „deutlich höher als zehn Prozent“. 77 Prozent aller Online-Nutzer in Großbritannien sei heute „in der einen oder der anderen Weise aktiv“ im Web, indem sie Fotos teilten oder an Diskussionen teilnähmen. Nur ein harter Kern von etwa einem Viertel bleibe ganz passiv. Die Studie stellt auch erstmals eine These zum Grund der Inaktivität auf. Sie habe nichts mit der technischen Kompetenz derjenigen zu tun; 11 Prozent der Passiven seien als sogenannte Early Adopter gegenüber technischen Neuerungen besonders aufgeschlossen und nähmen sie früh und zügig an. Die Teilnahme bzw. die Nichtteilnahme an Online-Communitys sei in jedem Fall eine bewusste Entscheidung der Betroffenen. Deshalb spricht die Studie statt von einer Participation inequality im Sinne Nielsens von einer Participation choice. Die Studie unterscheidet dabei vier Gruppen von Benutzern, die sich online intensiv (17 %), „locker“ (easy, 60 %) oder passiv (23 %) verhielten. Unter den „locker“ auftretenden Benutzern würden 44 % initiativ tätig, während 16 % nur reagierten.
Die Bearbeitungsstatistik in der englischsprachigen Wikipedia im Januar 2014 hat dagegen die Ein-Prozent-Regel im Wesentlichen bestätigt. Die Auswertung unterschied zwischen der Zahl der Bearbeitungen und der neu angelegten Artikel und kam zu dem Ergebnis, dass 45 % aller Bearbeitungen von nur 10.000 Autoren und den 850 Bots herrühren, die auf der Plattform in dieser Zeit aktiv waren. Die 1000 Autoren mit den meisten Bearbeitungen legten 42 % aller Artikel neu an; die nächsten 1000 Autoren nur 8 %. Insgesamt wurden 60 % aller Artikel in der englischsprachigen Wikipedia von 5000 Autoren angelegt (0,026 % aller Benutzer), aber die übrigen 40 % vom „Rest“ der Benutzer (99,9 %).